# Territoriale prelatuur Marajó
De territoriale prelatuur Marajó (Latijn: Praelatura Territorialis Maraiensis) is een rooms-katholieke territoriale prelatuur met als zetel Soure, op het eiland Marajó in de mesoregio Marajó, in Brazilië. Het territoriale prelatuur is suffragaan aan het aartsbisdom Belém do Pará.

## Geschiedenis
De territoriale prelatuur werd opgericht op 14 april 1928, uit delen van het aartsbisdom Belém do Pará.

## Parochies
De territoriale prelatuur had in 2021 een oppervlakte van 86.477 km2 en telde 368.499 inwoners waarvan 83,0% rooms-katholiek was.

## Bisschoppen
- Gregório Alonso Aparicio (9 januari 1943 - 7 april 1965)
- Alquilio Alvarez Diez (6 mei 1965 - 3 november 1985)
- José Luís Azcona Hermoso (16 februari 1987 - 1 juni 2016)
- Evaristo Pascoal Spengler (1 juni 2016 - 25 januari 2023)
- José Ionilton Lisboa de Oliveira (3 november 2023 - heden)

Belém do Pará (aartsbisdom) · Abaetetuba · Bragança do Pará · Cametá · Castanhal · Macapá · Marabá · Marajó (territoriale prelatuur) · Ponta de Pedras · Santíssima Conceição do Araguaia